# Crafton (Texas)
Crafton ist ein Ort im Nordwesten des Wise County im US-amerikanischen Bundesstaat Texas. Crafton liegt an der Farm to Market Road 2127, etwa 100 km nordwestlich von Fort Worth.
Die US-amerikanische Besiedlung der vorher von Komantschen besiedelten Gegend begann in den späten 1870er Jahren. Der Ort wurde nach dem Siedler George R. Craft benannt. 1878 wurde ein Postamt eröffnet, Kirchen, eine Schule und ein Hotel entstanden. In Crafton wurde 1879 der durch seine Förderung der Großstadt Fort Worth bekannt gewordene Zeitungsverleger Amon G. Carter geboren. 1909 wurde der Ort durch einen Tornado zerstört und daraufhin wieder aufgebaut. Durch das Fehlen eines Eisenbahnanschlusses und das Abflauen des regionalen Baumwollanbaus verödete der Ort jedoch zusehends. In den 1920er Jahren hatte er 168 Einwohner, 1950 noch 50, und 2000 lebten nur noch 20 Einwohner in Crafton.